# Tête de femme (Modigliani, Paris)
Pour les articles homonymes, voir Tête de femme.
Tête de femme est un tableau réalisé par le peintre italien Amedeo Modigliani vers 1920. De format vertical, cette huile sur panneau de bois parqueté est le portrait en buste devant un fond brun d'une jeune femme aux cheveux noirs dont la carnation est rendue en orange. Donation de Germaine Henry et Robert Thomas en 1984, l'œuvre est conservée au musée d'Art moderne de Paris, à Paris.